# Водопад Црњак
Водопад Црњак се налази у Црној Гори, у селу Горња Бијела, општина Шавник. Налази се недалеко од извора ријеке Бијеле на месту где се водни ток спушта са литице, висине 20 метара. Бујица воде је покретала млин, чији се видљиви остаци налазе на истом месту, као и пре осам векова.

## Предање
Село, као и ријека се у почеку звало Црна. У 13 веку, када се градио манастир Морача ни једна поточара није радила због суше. Брашно је самлевено у млину, који је саградила породица Вуловић. Када су неимари манастира и калуђери сазнали да је брашно из села Црне, рекоше Бога ми, ово није црна, но бијела. Име села и ријеке је промењено, а име Црњак је остало за водопад и млин.